# Une famille 2 en 1
Pour les articles homonymes, voir Yours, Mine and Ours.
Pour plus de détails, voir Fiche technique et Distribution.
Une famille 2 en 1 ou Les Tiens, les Miens et les Nôtres au Québec (Yours, Mine and Ours) est un film américain réalisé par Raja Gosnell, sorti en 2005.
Il s'agit d'un remake du film de 1968 : Les tiens, les miens, le nôtre (Yours, Mine and Ours).

## Synopsis
Le Contre-Amiral Frank Beardsley, commandant de l'Académie des Gardes-Côtes, est un militaire qui a une famille de huit enfants. Ayant perdu sa femme il y a quelques années, il s'occupe de sa famille avec la discipline et la rigueur de l'armée. Lui et sa famille déménagent tout le temps, suivant ses affectations. Les enfants sont disciplinés et sont la parfaite réplique des enfants parfaits, tout comme l'est leur maison.
Helen North, dont le mari est mort quatre ans plus tôt dans un accident de voiture, est une femme excentrique et originale, mère de dix enfants (quatre naturels et six adoptés) et créatrice de sacs à mains. Elle fait passer sa famille avant tout et élève ses enfants avec l'originalité et la douceur dont elle fait toujours preuve. Les enfants, élevés dans l'expression de leur créativité, ont tous des styles différents et sont les plus dépareillés qui soient, sans compter leur maison qui est un champ de bataille, mais tout à fait accueillante.
Frank et Helen avaient été ensemble quinze ans plus tôt et devaient se marier, mais leurs chemins s'étaient séparés. Lors de la célébration des quinze ans de leur baccalauréat de leur classe de terminale, ils se retrouvent et retombent amoureux l'un de l'autre. Ils décident de se marier, mais ce n'est pas pour le bonheur des dix-huit enfants, des plus différents, et vivant de manières différentes. Ils ne s'entendent vraiment pas. Frank dit à Helen que s'ils peuvent manœuvrer un voilier tous ensemble, c'est qu'ils peuvent être une famille. Bien entendu, cela ne fonctionne pas du tout.
Alors qu'ils croyaient n'avoir rien à perdre, les enfants, après avoir essayé de détruire l'autre famille, feront équipe pour séparer leurs parents. Mais ce faisant, ils deviendront une vraie famille. Pour preuve : lorsqu'ils défendent leurs petits-frères en leur prouvant que s'attaquer à un North-Beardsley est une très mauvaise idée et qu'ils seront dix-sept à le défendre. 
Lorsque la dernière invention des enfants - une énorme fête quand leurs parents seront sortis -  réussit à détruire le couple formé par leurs parents, les enfants se rendent compte que cela les rend malheureux. Ils apprennent que les Beardsley déménagent encore une fois. William, le plus âgé des Bearsley, décide d'écouter. C'est le benjamin qui le supplie d'arranger la situation en lui disant qu'il ne veut pas perdre une autre maman, qui fera que les deux familles expliquent à leurs parents ce qu'ils avaient fait. Les plus vieux manœuvrent le voilier pour aller expliquer ce qu'ils avaient fait à Frank, qui est à bord du vaisseau-amiral des Gardes-Côtes pour un dernier voyage avant sa promotion au grade d'Amiral et à la tête des Gardes-Côtes américains. Pendant ce temps, les plus jeunes remettent en état l'atelier d'Helen qu'ils avaient rangé à la perfection, mais qui empêchait celle-ci de travailler. Ils lui expliquent et Helen va allumer la lumière du phare qu'il y a sur la maison, symbole de leur amour.
Frank et Helen se remarient dans les règles, avec maintenant dix-huit enfants unis à jamais.

## Fiche technique
- Titre français : Une famille 2 en 1
- Titre québécois : Les Tiens, les Miens et les Nôtres
- Titre original : Yours, Mine and Ours
- Réalisation : Raja Gosnell
- Scénario : Ron Burch et David Kidd
- Musique : Christophe Beck
- Décors : Linda DeScenna
- Costumes : Marie-Sylvie Deveau
- Photographie : Theo van de Sande
- Montage : Bruce Green et Stephen A. Rotter
- Producteurs : Michael G. Nathanson et Robert Simonds
- Société de production : Time Productions, Robert Simonds Productions, Columbia Pictures, Metro-Goldwyn-Mayer, Nickelodeon Movies et Paramount Pictures
- Budget : 45 000 000 de dollars
- Pays de production :  États-Unis
- Langue d'origine : anglais américain
- Genre :  comédie familiale
- Durée : 90 minutes
- Format : couleur — 2,35:1 — 35 mm — son : Dolby Digital, DTS, SDDS
- Dates de sortie : 
  - États-Unis : 23 novembre 2005
  - Belgique : 26 avril 2006
  - France : 3 mai 2006

## Distribution
- Dennis Quaid (VF : Bernard Lanneau / VQ : Hubert Gagnon[1]) : Contre-Amiral Frank Beardsley
- Rene Russo (VF : Véronique Augereau / VQ : Hélène Mondoux) : Helen North
- Sean Faris (VQ : Émile Mailhiot) : William Beardsley
- Katija Pevec (VQ : Stéfanie Dolan : Christina Beardsley
- Dean Collins (VQ : Roxan Bourdelais) : Harry Beardsley
- Tyler Patrick Jones (VQ : Alexandre Bacon) : Michael Beardsley
- Haley Ramm (VQ : Valentina Cean) : Kelly Beardsley
- Brecken Palmer : Ely Beardsley
- Bridger Palmer : Otter Beardsley
- Ty Panitz : Ethan Beardsley
- Danielle Panabaker (VF : Jessica Monceau / VQ : Geneviève Déry) : Phœbe North
- Drake Bell (VQ : Nicholas Savard L'Herbier) : Dylan North
- Miki Ishikawa : Naoko North
- Slade Pearce : Mick North
- Little JJ : Jimi North
- Miranda Cosgrove (VQ : Romy Kraushaar-Hébert) : Joni North
- Josh Henderson : Nick De Pietro
- Linda Hunt (VQ : Anne Caron) : Mme Munion
- Jerry O'Connell (VF : Thierry Wermuth / VQ : Daniel Picard) : Max
- David Koechner (VQ : Louis-Georges Girard) : Capitaine Darrell
- Rip Torn (VQ : Marc Bellier) : Amiral Sherman, Commandant des Gardes-Côtes des États-Unis

## Production

### Tournage
Les scènes du film ont été filmées à Los Angeles, à Santa Clarita en Californie et à New London au Connecticut.

### Musique
- Right Back Where We Started From, interprété par Maxine Nightingale (EMI Records)
- Bring 'em Out, interprété par Hawk Nelson (Tooth & Nail Records)
- Pump It, interprété par Black Eyed Peas (A&M Records)
- Almost, interprété par Bowling for Soup (Jive Records)
- Good Day, interprété par Click Five (Lava Records LLC)
- Things We Go Through, interprété par Hawk Nelson (Tooth & Nail Records)
- When the Kids Go Go Go Crazy, interprété par The Groovie Ghoulies (Green Door Recording Co.)
- Sound Off (Duckworth Chant)
- Express Yourself (Mocean Worker Remix), interprété par Charles Wright & The Watts 103rd Street Rhythm Band (Warner Bros. Records)
- Up Where We Belong
- It Only Takes a Minute, interprété par Tavares (Capitol Records)
- Love Won't Let Me Wait, interprété par Ricky Fante (Virgin Records)
- Head Up, interprété par Ben Gidsjoy (Sublime Music)
- I'll Remember This
- Make a Noise, interprété par Mikey Likes It (Deetown Entertainment)
- Jerk It Out, interprété par Caesars (Astralwerks)
- Ballad of the Green Beret, interprété par Barry Sadler (The RCA Records Label)
- Defeated, interprété par The City Drive (Columbia Records)
- Slippin' and Slidin' (Itaal Shur Remix), interprété par Little Richard (Concord Music Group)
- Right Back Where We Started From (Nico Remix), interprété par Maxine Nightingale (EMI Records)

## Distinction
Nomination
- 2006 : nommé aux Young Artist Awards dans les catégories Meilleur film familial - Comédie ou musical et Meilleur groupe dans un film.